# Phú Tài
Bình Thuận là một phường thuộc tỉnh Bình Thuận (tỉnh), Việt Nam.
Phường Phú Tài có diện tích 2,85 km², dân số năm 2013 là 20.202 người, mật độ dân số đạt 7.088 người/km².